# Rhabdoweisia lineata
Rhabdoweisia lineata là một loài rêu trong họ Rhabdoweisiaceae. Loài này được P.W. Richards & Argent mô tả khoa học đầu tiên năm 1968.